# Bilhac (Alier)
Bilhi (en francès Billy) és un municipi francès, situat al departament de l'Alier i a la regió d'Alvèrnia-Roine-Alps. L'any 2007 tenia 847 habitants.

## Demografia

### Població
El 2007 la població de fet de Billy era de 847 persones. Hi havia 366 famílies de les quals 108 eren unipersonals (64 homes vivint sols i 44 dones vivint soles), 123 parelles sense fills, 119 parelles amb fills i 16 famílies monoparentals amb fills.
La població ha evolucionat segons el següent gràfic:
Habitants censats

### Habitatges
El 2007 hi havia 457 habitatges, 373 eren l'habitatge principal de la família, 30 eren segones residències i 54 estaven desocupats. 438 eren cases i 19 eren apartaments. Dels 373 habitatges principals, 278 estaven ocupats pels seus propietaris, 85 estaven llogats i ocupats pels llogaters i 9 estaven cedits a títol gratuït; 3 tenien una cambra, 14 en tenien dues, 62 en tenien tres, 123 en tenien quatre i 171 en tenien cinc o més. 301 habitatges disposaven pel capbaix d'una plaça de pàrquing. A 166 habitatges hi havia un automòbil i a 176 n'hi havia dos o més.

### Piràmide de població
La piràmide de població per edats i sexe el 2009 era:
| Homes | Edats   | Dones |
| ----- | ------- | ----- |
| 2     | 95 o +  | 5     |
| 1     | 90 a 94 | 2     |
| 3     | 85 a 89 | 7     |
| 2     | 80 a 84 | 9     |
| 18    | 75 a 79 | 29    |
| 20    | 70 a 74 | 25    |
| 31    | 65 a 69 | 23    |
| 16    | 60 a 64 | 30    |
| 22    | 55 a 59 | 19    |
| 37    | 50 a 54 | 40    |
| 51    | 45 a 49 | 29    |
| 18    | 40 a 44 | 39    |
| 37    | 35 a 39 | 31    |
| 31    | 30 a 34 | 32    |
| 21    | 25 a 29 | 25    |
| 57    | 20 a 24 | 14    |
| 24    | 15 a 19 | 46    |
| 18    | 10 a 14 | 34    |
| 34    | 5 a 9   | 16    |
| 15    | 0 a 4   | 7     |

## Economia
El 2007 la població en edat de treballar era de 566 persones, 409 eren actives i 157 eren inactives. De les 409 persones actives 371 estaven ocupades (199 homes i 172 dones) i 38 estaven aturades (14 homes i 24 dones). De les 157 persones inactives 72 estaven jubilades, 40 estaven estudiant i 45 estaven classificades com a «altres inactius».

### Ingressos
El 2009 a Billy hi havia 360 unitats fiscals que integraven 811 persones, la mediana anual d'ingressos fiscals per persona era de 17.739 €.

### Activitats econòmiques
Dels 29 establiments que hi havia el 2007, 2 eren d'empreses alimentàries, 1 d'una empresa de fabricació d'altres productes industrials, 9 d'empreses de construcció, 5 d'empreses de comerç i reparació d'automòbils, 1 d'una empresa de transport, 3 d'empreses d'hostatgeria i restauració, 2 d'empreses immobiliàries, 2 d'empreses de serveis i 4 d'empreses classificades com a «altres activitats de serveis».
Dels 14 establiments de servei als particulars que hi havia el 2009, 1 era una oficina de correu, 1 taller de reparació d'automòbils i de material agrícola, 1 taller d'inspecció tècnica de vehicles, 1 paleta, 1 guixaire pintor, 2 fusteries, 3 lampisteries, 2 perruqueries i 2 restaurants.
Dels 2 establiments comercials que hi havia el 2009, 1 era una fleca i 1 una carnisseria.
L'any 2000 a Billy hi havia 10 explotacions agrícoles que ocupaven un total de 515 hectàrees.

## Equipaments sanitaris i escolars
El 2009 hi havia una escola elemental.

## Poblacions més properes
El següent diagrama mostra les poblacions més properes.